# Salmincola extumescens
Salmincola extumescens is een eenoogkreeftjessoort uit de familie van de Lernaeopodidae. De wetenschappelijke naam van de soort is voor het eerst geldig gepubliceerd in 1901 door Gadd.